# Andrzej Krysztof
Andrzej Krysztof (ur. 12 maja 1939, zm. 12 maja 2006) – polski inżynier, konstruktor stetoskopów lekarskich i przedsiębiorca.
W swoim dorobku naukowym posiadał wiele patentów. Był współzałożycielem i jednym z pierwszych wiceprezesów Krajowej Izby Gospodarczej, Sekretarzem Warszawskiej Izby Gospodarczej, oraz twórcą i prezesem firmy Kamed, zajmującej się produkcją eksportowanych do krajów zachodnich stetoskopów.
Andrzej Krysztof w roku 1990 był 49. na "100 najbogatszych Polaków" tygodnika Wprost. W kolejnym roku (1991), był na 69. W następnych latach na liście się już nie pojawiał.
Odznaczony Złotym Krzyżem Zasługi.
Pochowany na Starych Powązkach (kw. 186-1-14/15).